# خط طول 139° غرب
خط طول 139° غرب هو أحد خطوط الطول الجغرافية، والتي تمتد من القطب الشمالي الجغرافي إلى القطب الجنوبي الجغرافي، وحسب التحويل الزمني يتأخر خط طول 139° غرب عن خط غرينتش بـ9 ساعات و16 دقيقة.

## من القطب إلى القطب
ينطلق خط طول 139° غرب من القطب الشمالي نحو القطب الجنوبي مرورا بالمناطق التي ترد في الجدول التالي:
| الإحداثيات                           | البلد أو الإقليم أو البحر | ملاحظات |
| ------------------------------------ | ------------------------- | --- |
| 90°0′N 139°0′W / 90.000°N 139.000°W  | المحيط المتجمد الشمالي    | |
| 73°57′N 139°0′W / 73.950°N 139.000°W | بحر بيوفورت               | |
| 69°38′N 139°0′W / 69.633°N 139.000°W | كندا                      | يوكون (إقليم) — جزيرة هرشل |
| 69°34′N 139°0′W / 69.567°N 139.000°W | بحر بيوفورت               | Mackenzie Bay |
| 69°26′N 139°0′W / 69.433°N 139.000°W | كندا                      | يوكون (إقليم) كولومبيا البريطانية — لحوالي 2 km من 60°0′N 139°0′W / 60.000°N 139.000°W |
| 59°59′N 139°0′W / 59.983°N 139.000°W | الولايات المتحدة          | ألاسكا |
| 59°16′N 139°0′W / 59.267°N 139.000°W | المحيط الهادئ             | مرورا بغرب Fatu Huku island, تاهيتي (في 9°26′S 138°56′W / 9.433°S 138.933°W) |
| 9°42′S 139°0′W / 9.700°S 139.000°W   | تاهيتي                    | هيفا أوآ (جزيرة) island |
| 9°49′S 139°0′W / 9.817°S 139.000°W   | المحيط الهادئ             | مرورا بشرق تاهواتا island, تاهيتي (في 9°56′S 139°2′W / 9.933°S 139.033°W) · مرورا بغرب Mohotani island, تاهيتي (في 9°58′S 138°51′W / 9.967°S 138.850°W) · مرورا بغرب Puka-Puka atoll, تاهيتي (في 14°48′S 138°51′W / 14.800°S 138.850°W) · مرورا بشرق Akiaki atoll, تاهيتي (في 18°34′S 138°51′W / 18.567°S 138.850°W) · مرورا بغرب Vahitahi atoll, تاهيتي (في 18°47′S 138°52′W / 18.783°S 138.867°W) · مرورا بغرب Nukutavake island, تاهيتي (في 19°17′S 138°49′W / 19.283°S 138.817°W) · مرورا بشرق Vairaatea atoll, تاهيتي (في 19°20′S 139°11′W / 19.333°S 139.183°W) · مرورا بشرق Vanavana atoll, تاهيتي (في 20°46′S 139°7′W / 20.767°S 139.117°W) |
| 21°51′S 139°0′W / 21.850°S 139.000°W | تاهيتي                    | Moruroa atoll |
| 21°53′S 139°0′W / 21.883°S 139.000°W | المحيط الهادئ             | مرورا بغرب Fangataufa atoll, تاهيتي (في 22°13′S 138°48′W / 22.217°S 138.800°W) |
| 60°0′S 139°0′W / 60.000°S 139.000°W  | المحيط الجنوبي            | |
| 75°12′S 139°0′W / 75.200°S 139.000°W | القارة القطبية الجنوبية   | المطالب الإقليمية بالقارة القطبية الجنوبية |